# Phytobia prolata
Phytobia prolata är en tvåvingeart som först beskrevs av Mitsuhiro Sasakawa 1963.  Phytobia prolata ingår i släktet Phytobia och familjen minerarflugor. Inga underarter finns listade i Catalogue of Life.